# Challenger de Kobe 2023
El torneo Kobe Challenger 2023 fue un torneo de tenis perteneció al ATP Challenger Tour 2023 en la categoría Challenger 75. Se trató de la 7ª edición; el torneo tuvo lugar en la ciudad de Kobe (Japón), desde el 13 hasta el 19 de noviembre de 2023 sobre pista dura bajo techo.

## Jugadores participantes del cuadro de individuales
| Favorito | País                                  | Jugador            | Rank1 | Posición en el torneo |
| -------- | ------------------------------------- | ------------------ | ----- | --------------------- |
| 1        | Bandera de Austria                    | Jurij Rodionov     | 110   | Cuartos de final      |
| 2        | Bandera de Japón                      | Shintaro Mochizuki | 129   | Cuartos de final      |
| 3        | Bandera de Italia                     | Luca Nardi         | 143   | Semifinales           |
| 4        | Bandera de Alemania                   | Benjamin Hassan    | 150   | Segunda ronda         |
| 5        | Bandera de Japón                      | Sho Shimabukuro    | 155   | FINAL                 |
| 6        | Bandera de Australia                  | Marc Polmans       | 158   | Cuartos de final      |
| 7        | Bandera de la República Popular China | Bu Yunchaokete     | 167   | Baja                  |
| 8        | Bandera de República Checa            | Zdeněk Kolář       | 175   | Cuartos de final      |

- 1 Se ha tomado en cuenta el ranking del 6 de noviembre de 2023.

### Otros participantes
Los siguientes jugadores recibieron una invitación (wild card), por lo tanto ingresan directamente al cuadro principal (WC):
- Taisei Ichikawa
- Tatsuma Ito
- Renta Tokuda

Los siguientes jugadores ingresan al cuadro principal tras disputar el cuadro clasificatorio (Q):
- Chung Yun-seong
- Andrew Fenty
- Giovanni Fonio
- August Holmgren
- Kalin Ivanovski
- Yasutaka Uchiyama

## Campeones

### Individual Masculino
- Duje Ajduković derrotó en la final a  Sho Shimabukuro, 6–4, 6–2

### Dobles Masculino
- Evan King /  Reese Stalder derrotaron en la final a  Andrew Harris /  Nam Ji-sung, 7–6(3), 2–6, [10–7]